# Aeroportul Nanki-Shirahama
Aeroportul Nanki-Shirahama (IATA: SHM, ICAO: RJBD) este un aeroport din Shirahama⁠(d), Nishimuro district⁠(d), Prefectura Wakayama, Japonia ce deservește zona Nanki⁠(d). Aeroportul a fost tranzitat în 2023 de 241.993 de pasageri. A fost deschis în aprilie 1968 și numit după zona deservită.
Situat la o altitudine de 89 m, aeroportul dispune de o singură pistă. Este operat de Prefectura Wakayama.